# Teolo
Teolo là một đô thị thuộc tỉnh Padova vùng Veneto, located about 50 km về phía tây của Venezia và cách khoảng 15 km về phía tây nam của Padova. Tại thời điểm ngày 31 tháng 12 năm 2004, đô thị này có dân số 8.441 người và diện tích 31,1 km².
Đô thị Teolo bao gồm các frazioni (các đơn vị cấp dưới, chủ yếu là làng) Bresseo, Castelnuovo, Feriole, Praglia, San Biagio, Tramonte, Treponti and Villa.
Teolo giáp các đô thị: Abano Terme, Cervarese Santa Croce, Galzignano Terme, Rovolon, Saccolongo, Selvazzano Dentro, Torreglia, Vo.